# Поду Ризиј (Дамбовица)
Поду Ризиј (рум. Podu Rizii) насеље је у Румунији у округу Дамбовица у општини Салчоара. Oпштина се налази на надморској висини од 170 m.

## Становништво
Према подацима из 2002. године у насељу је живело 772 становника, од којих су сви румунске националности.